# Cratere Krasnoye
Krasnoye  è un cratere sulla superficie di Marte.